# Dama y obrero
Dama y obrero es una telenovela chilena creada por José Ignacio Valenzuela y emitida por Televisión Nacional de Chile desde el 11 de junio de 2012 hasta el 11 de marzo de 2013. Es protagonizada por María Gracia Omegna, Francisco Pérez-Bannen, César Sepúlveda, Delfina Guzmán, Magdalena Max-Neef y Elisa Zulueta. Como una coproducción entre TVN y Alce Producciones, Dama y obrero fue la segunda telenovela de su horario y alcanzó altas cifras de audiencia durante su periodo de emisión.
De género melodramático, los guiones de Dama y obrero fueron desarrollados por José Ignacio Valenzuela en colaboración de Rosario Valenzuela. Mientras que la dirección estuvo a cargo de Claudio López de Lérida. Gran parte de la historia transcurre en un cité ubicado en la comuna de Independencia y en una construcción, y está centrada en el romance que ocurre entre una ingeniera y un obrero. Asimismo, muestra el choque entre dos familias de clases sociales opuestas.

## Argumento

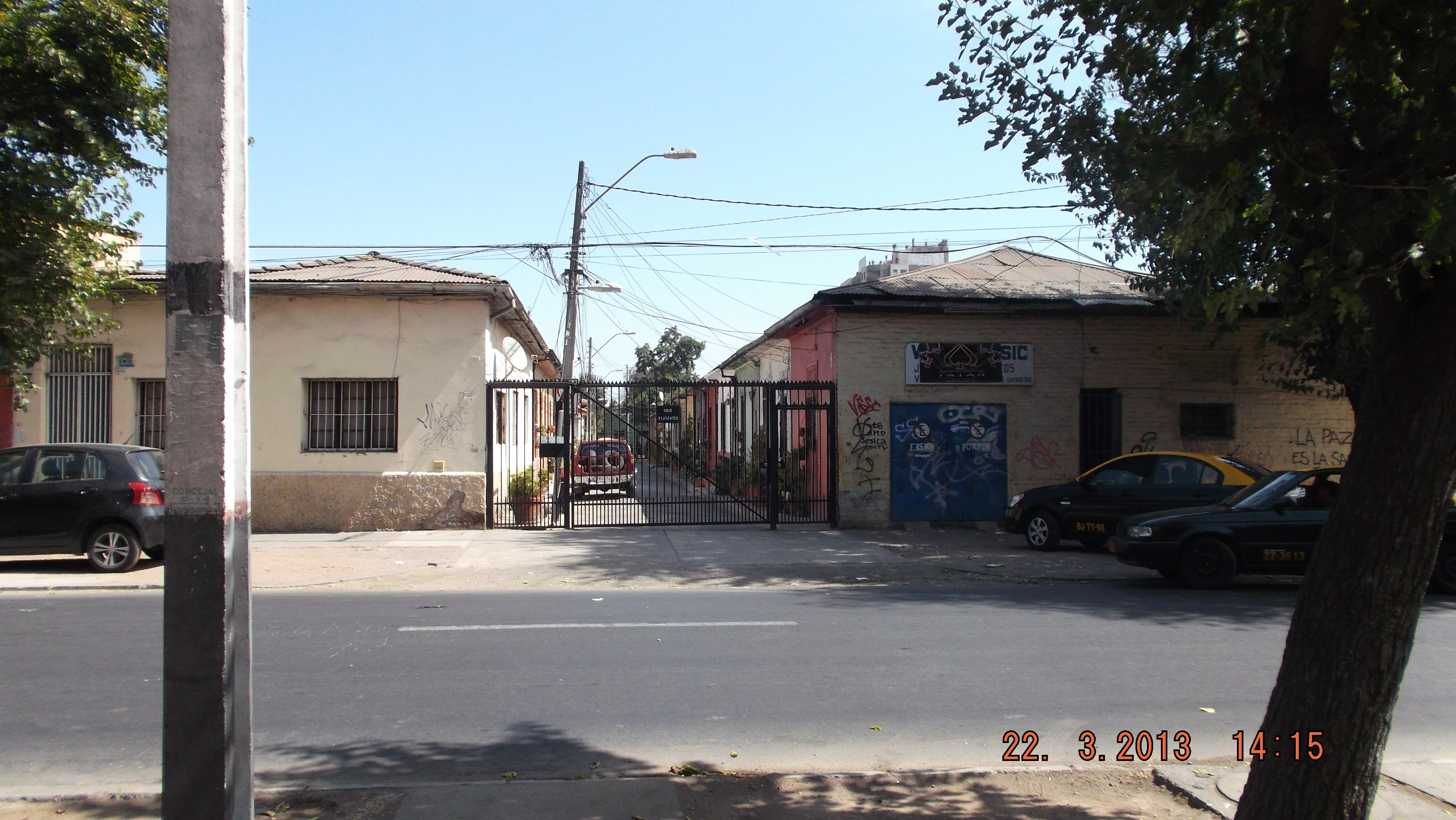
Entrada del cité donde se grabó la mayor parte de las escenas. Está ubicado en Escanilla esquina Gamero, comuna de Independencia.

Julio Ulloa (Francisco Pérez-Bannen) es un muchacho que hasta ahora ha tenido muy poca suerte en su vida. Ha hecho de todo como trabajar en cualquier cosa o en lo primero que encuentre. Ha sido ayudante de carpintería, aprendió a componer vehículos en un taller mecánico, ha pintado murallas y ha cuidado casas cerradas en época invernal. Su polola, Mireya (Elisa Zulueta), es una joven de origen humilde que sólo ha sabido trabajar y ser emprendedora a pesar del accidente que tuvo y que la dejó postrada en una silla de ruedas.
Por su parte, Ignacia Villavicencio (María Gracia Omegna) es una ingeniera que actualmente trabaja en la Constructora Omega y está a punto de casarse con Tomás Ahumada (César Sepúlveda), un arquitecto de profesión quien fue su profesor en la universidad y en la actualidad es el dueño de la Constructora Omega.
Hoy ambos profesionales encaran uno de los proyectos más ambiciosos e importante de su vida laboral: la construcción de una importante torre de oficinas. Y en lo personal se acerca rápidamente la fecha del matrimonio que han programado recientemente. Pero algo la impacienta. De pronto ha comenzado a verle sus defectos y constatar que la relación que mantienen es muy paternal. Poco a poco las cosas se irán convirtiendo en una pesadilla para Ignacia de la que no sabe cómo escapar aunque sus certezas crecen en la medida que no se siente enamorada.
Sobrepasada por sus labores de futura esposa, de novia y de profesional, Ignacia olvida pagar un importante seguro en una de las obras y Tomás, al percatarse del error, la confronta. La discusión sube de intensidad hasta que en el momento en que las cosas se descontrolan una mano masculina y ruda sostiene el brazo de Tomás paralizando el accionar de la pareja. Al levantar la vista Ignacia descubre a Julio. Un joven atractivo pero algo rudimentario y salvaje.
Tras el connato Ignacia parte rauda a la playa para reponerse de esta gran discusión. Y nuevamente por azar se encuentra con un rostro y unos ojos que le inspiran confianza. Es Julio. No se preguntan nada de sus vidas actuales, simplemente deciden disfrutar el momento. La atracción es mutua. Y sin que ellos mismos puedan evitarlo, al terminar la tarde de ese día los dos están tan enamorados el uno del otro.
El día de la inauguración de las obras un batallón de carpinteros, pintores y albañiles se despliegan en el terreno donde se levantará la construcción. Ignacia está ahí para darles la bienvenida. En medio de la presentación un par de ojos se clavan en ella. Una mirada que le resulta familiar y le paraliza el corazón. Entre los obreros está Julio, pala en mano y casco en la cabeza.
Julio es otro obrero más. Un hombre que para ganarse unos pesos extra cuida casas en la playa. O a veces trabaja como jardinero, pintor o en un taller mecánico probando los autos que arreglan. Ignacia es la jefa, la adinera, la exitosa. La brecha entre ellos es enorme, insalvable, profunda. Pero la pasión es más fuerte y por más que ambos sepan, quieran e intenten no pueden estar separados.
El escándalo será enorme: entre los ricos y pobres. Entre la familia de Ignacia y la de Julio. Y mientras más se acercan el uno del otro, más motivos surgen para gritarles en la cara que un amor como ese es imposible, ya que supuestamente Julio e Ignacia son hermanos.

## Reparto

### Principales
- María Gracia Omegna como Ignacia Villavicencio.[5]
- Francisco Pérez-Bannen como Julio Ulloa.[6]
- César Sepúlveda como Tomás Ahumada.
- Elisa Zulueta como Mireya Ledesma.
- Delfina Guzmán como Alfonsina Cardemil (Nina).
- Magdalena Max-Neef como Engracia Hurtado.
- Carmen Disa Gutiérrez como Margarita Ulloa.
- Edgardo Bruna como Mariano Villavicencio.
- Josefina Velasco como Gina Ulloa.
- Gabriel Prieto como Olegario Ledesma.
- Santiago Tupper como José Manuel Ortúzar.
- Daniela Palavecino como Trinidad Santana.
- Emilio Edwards como Christopher Lara (Neto).
- Nicolás Oyarzún como Rubén Villavicencio.
- Silvana Salgueiro como Irene Ulloa.

## Banda sonora
| Intérprete         | Tema                  | Personaje(s)         | Actor(es)                                    |
| ------------------ | --------------------- | -------------------- | -------------------------------------------- |
| Américo            | Lágrimas de amor      | Tema principal       |                                              |
| Pablo Alborán      | Solamente tu          | Julio e Ignacia      | Francisco Pérez-Bannen y María Gracia Omegna |
| Jesse & Joy        | ¡Corre!               | Mireya y Julio       | Elisa Zulueta y Francisco Pérez-Bannen       |
| Jesse & Joy        | Me voy                | Irene y Rubén        | Silvana Salgueiro y Nicolás Oyarzún          |
| Los Vasquez        | Juana María           | Cristopher           | Emilio Edwards                               |
| Los Vasquez        | Que tienes tu         | Mariano y Gina       | Edgardo Bruna y Josefina Velasco             |
| Ricardo Arjona     | El Amor               | Olegario y Margarita | Gabriel Prieto y Carmen Disa Gutiérrez       |
| Fonseca            | Eres mi sueño         | Ocasiones            | Ocasiones                                    |
| Noel Schajris      | Nadie se va a marchar | Ocasiones            | Ocasiones                                    |
| Noel Schajris      | Momentos              | Ocasiones            | Ocasiones                                    |
| Deborah del Corral | Algo                  | Ocasiones            | Ocasiones                                    |
| Reik               | Creo en ti            | Ocasiones            | Ocasiones                                    |

## Emisión internacional
- Panamá: Telemix Internacional.

## Versiones
- Dama y obrero: Producción estadounidense de Telemundo que fue emitida desde el 24 de junio hasta el 18 de octubre de 2013. Fue protagonizada por Ana Layevska y José Luis Reséndez.[1]

## Retransmisiones
Dama y obrero fue retransmitida en la señal nacional de TVN por primera vez en octubre de 2014, pero fue sacada de pantalla por baja audiencia. Mientras que su segunda retransmisión se extendió desde el 24 de agosto de 2020 hasta el 22 de marzo de 2021.